# Peter Houtman
Peter Houtman (Rotterdam, 4 giugno 1957) è un ex calciatore olandese, di ruolo attaccante.

## Carriera

### Club
Houtman comincia a giocare a calcio con il VV Meeuwenplaat, ma poi entra nelle giovanili del Feyenoord. Non riuscendo a debuttare in prima squadra nella stagione 1976-77, viene ceduto al Groningen per l'anno successivo. Con il Groningen debutta nel calcio professionistico e segna 23 gol in 32 partite. Nel 1978-79 ritorna al Feyenoord dove segna 5 gol in 15 partite prima di passare nel 1979 al Club Bruges nel campionato belga con il quale segna 3 gol in 15 partite. L'anno successivo torna in Olanda, al Groningen, con il quale gioca 91 partite e segna 55 gol fino al 1982.
Ritorna quindi per la terza volta al Feyenoord rimanendovi fino al 1985 e totalizzando 72 gol in 96 partite. Quindi il ritorno al Groningen con 5 gol in 18 partite. Nel 1987 passa allo Sporting Lisbona nel campionato portoghese. tuttavia dopo solo una stagione decide di ritornare al Feyenoord con il quale segna 7 gol in 22 partite. Nel 1989 lascia definitivamente il Feyenoord dopo 153 partite e 90 gol per passare ai rivali cittadini dello Sparta Rotterdam, dove rimane fino al 1991 con 18 gol in 76 partite. Houtman passa allora al Den Haag, con il quale in due stagioni totalizza 2 gol in 15 partite, prima di chiudere la carriera nel 1993 con l'Excelsior Rotterdam.

### Nazionale
Houtman vanta 8 partite e 7 gol con la nazionale olandese, con la quale ha giocato tra il 1983 e il 1985.

## Palmarès

### Club
- Campionato olandese: 1

Feyenoord: 1983-1984
- Coppa dei Paesi Bassi: 1

Feyenoord: 1983-1984
- Supercoppa di Portogallo: 1

Sporting CP: 1987

### Individuale
- Capocannoniere della Eerste Divisie: 1

1977-1978 (24 gol)
- Capocannoniere del campionato olandese: 1

1982-1983 (30 gol)
- Capocannoniere della Coppa UEFA: 1

1986-1987 (5 gol)